# Pheidole chalca
Pheidole chalca är en myrart som beskrevs av Wheeler 1914. Pheidole chalca ingår i släktet Pheidole och familjen myror. Inga underarter finns listade i Catalogue of Life.